# 왕위 계승 전쟁

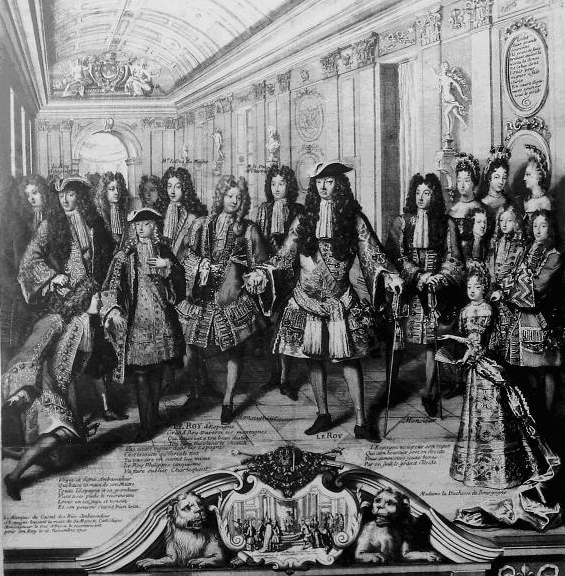
카를로스 2세의 죽음 이후, 루이 14세는 그의 손자 앙주 공작 펠리페를 새로운 스페인 국왕으로 선포하고 (1700년 11월) 스페인 왕위 계승 전쟁 (1701–1714)을 촉발한다.

왕위 계승 전쟁(War of succession)은 군주의 사망 또는 폐위로 인한 왕위 계승 위기로 인해 두 명 이상의 개인이 왕위 계승에 대한 정당한 계승자임을 주장하며 벌어지는 전쟁이다. 경쟁자들은 일반적으로 왕실 내의 파벌에 의해 지지된다. 외세는 때때로 개입하여 파벌과 동맹을 맺기도 한다. 이는 전쟁을 이들 국가 간의 전쟁으로 확대시킬 수 있다.
왕위 계승 전쟁은 인류 역사 전반에 걸쳐 가장 흔한 전쟁 유형 중 하나였지만, 절대 군주제가 입헌군주제 또는 공화제를 기반으로 한 민주주의 국제 질서로 대체되면서 1900년경에는 거의 모든 그러한 전쟁이 사라졌다.

## 용어

### 설명
역사학과 문학에서 왕위 계승 전쟁은 왕위 계승 분쟁, 왕조 투쟁, 내부 갈등, 형제 살해 전쟁, 또는 이 용어들의 조합으로 불리기도 한다. 그러나 이들 중 모든 것이 반드시 무력 충돌을 묘사하는 것은 아니며, 분쟁은 공개 전쟁으로 확대되지 않고 해결될 수도 있다. 왕위 계승 전쟁은 또한 종종 내전이라고 불리기도 하는데, 사실 그것은 왕족이나 더 넓은 귀족 계층 내에서 민간인이 끌려들어간 갈등이었다. 왕위 계승 전쟁이 내전 (하나의 국가 내 무력 충돌에 한정될 경우)의 의미에서 내전인지, 아니면 국가 간 전쟁 (외세가 개입하는 경우, 때로는 '국제' 전쟁이라고도 불림)인지, 또는 둘 다인지는 상황에 따라 다르다. 따라서 전쟁의 이름이나 설명은 단순히 관점에 따라 달라질 수 있다. 예를 들어, 놀런 (2008)은 "1689–1691년 윌리엄 왕 전쟁은 때때로 재커바이트 전쟁으로 알려져 있으며, 잉글랜드에서는 왕위 계승 전쟁이었고, 대부분의 비아일랜드 참가자에게는 프랑스에 찬성하거나 반대하는 국제 전쟁이었다. 그러나 아일랜드에서는 내전이었다."고 말했다. 마찬가지로, 학자들은 때때로 1657–1661년 무굴 왕조 갈등 (여러 하위 갈등, 단계, 파벌로 구성됨)을 '왕위 계승 전쟁' 또는 '(영주) 반란'으로 분류해야 할지에 대해 이견을 보인다.

### 왕위 계승 순위
왕위 계승 순위에는 여러 가지 유형이 있으며, 일부는 법으로 제정되지 않고 지역 관습이나 전통으로만 확립되었을 수도 있다. 시대와 장소를 거쳐 왕위 계승 순서는 한 시스템에서 다른 시스템으로 바뀌었다. 몇 가지 주요 예시는 다음과 같다.
- 없음: 군주가 사망할 때마다 외교적 또는 폭력으로 해결되는 왕위 계승 위기가 발생한다. 이 패턴은 전 세계 문화에서 관찰되었다. 예를 들어 부와이흐 왕조 (934–1062),[4] 대월 (968–1054),[9] 아유타야 (17세기),[10] 및 마타람 (17–18세기)에서 그러했다.[11]
- 후계자 지정 또는 선택: 재임 중인 군주가 살아있는 동안 개인적으로 선호하는 후계자를 지정할 독점적인 권리를 가졌으며, 때로는 한참 전에 (중요한 직무와 명예를 부여하면서), 때로는 유언장에 서면으로 또는 임종 시 구두로만 지정하기도 했다. 이 패턴은 전 세계 문화에서 관찰되었다. 예를 들어 표트르 1세 (1721년)부터 파울린 법 (1797년)까지 러시아 제국은 이 시스템을 가지고 있었다. 중세 중기 지중해 유럽에서도 유언에 의한 후계자 지정을 받아들이는 것이 일반적이었다.[12]
  - 공동 통치 또는 퇴위/위임: 전 세계 여러 문화권의 많은 국가에서 재임 중인 군주는 지정된 후계자에게 이미 국정 운영에서 중요한 역할을 부여하여 군주 사망 시 권력 공백을 방지하고 공동 통치자를 미래의 직무에 훈련시켰다. 로마의 사두정치에는 두 명의 아우구스투스 (선임 황제)와 두 명의 카이사르 (아우구스투스가 선택한 후임 황제)가 있었다. 카페 왕조 프랑스 왕들은 귀족들에게 자신의 아들을 '공동 국왕'으로 선출하게 하여 후계자에 대한 충성을 확보했다. 한나라는 황태자실을 설치하여 관리 그룹이 계승 이전에 지정된 후계자를 교육하고 봉사하게 했다.[13] 베트남의 쩐 왕조에서는 왕들이 '선대 왕의 죽음 이후 선택된 성인 후계자에게 왕위를 [퇴위]하고, 이후 '선임' 왕으로 통치했다.'[14]
- 혈통 내 동등 분할 또는 상속 분할: 군주의 아들 중 한 명은 왕위를 상속받고 다른 아들들 (또는 다른 남성 친척들)은 영토에 대한 동등한 지분/지역 통제권을 부여받는다. 이것은 프랑크 왕국에서 일반적인 관행이었고, 프랑스 왕실 왕조가 장자상속을 채택한 후에도 노르망디와 같은 북부 및 서부 프랑스의 특정 지역에서는 오랫동안 지속되었다.[12]
- 부계 장자 상속,[15] 방계 계승,[16] 수평 계승, 형제 계승 또는 형제-형제 계승: 군주 X가 사망하면 그의 가장 나이 많은 형제가 그를 계승하고, 그 다음은 그의 두 번째로 나이 많은 형제 등이 뒤를 잇는다. 더 이상 형제가 없으면 군주 X의 가장 나이 많은 아들이 다음 군주가 되고, 그 다음은 군주 X의 두 번째로 나이 많은 아들 등이 뒤를 잇는다. 이 패턴은 전 세계 여러 문화에서 관찰되었으며, 11세기 이전의 많은 유럽 국가들, 예를 들어 피아스트 왕조 시대의 폴란드 역사와 키예프 루스 및 그 후계 국가들의 류리크 왕조),[15] 14세기 이후의 카넴-보르누 제국과 같은 아프리카 국가들,[8] 또는 버마의 꼰바웅 왕조와 같은 아시아 국가들을 포함한다.[b]
- 부계 계승,[16] 수직 계승, 자녀 계승 또는 부자 계승: 이전 군주의 아들이 그를 계승한다. 이 계승 순위에는 여러 가지 하위 유형이 있다.
  - 장자상속: 이전 군주의 가장 나이 많은 아들이 그를 계승한다. 아들이 없을 경우 그의 장녀가 계승한다. 이 시스템은 유럽에서 거의 유일하며,[3] 현대에는 극히 소수의 다른 국가에서만 채택되었다.
    - 살리카 법전: 남성만이 왕위를 상속할 수 있다.
    - 반살리카 법: 상속은 여성 혈통을 통해 이루어질 수 있지만, 모든 남성 혈통이 단절된 경우에만 가능하다.
    - 절대 장자상속: 성별은 무관하며, 마지막 군주의 가장 나이 많은 자녀가 자동으로 다음 통치자가 된다.

  - 말자상속: 이전 군주의 가장 어린 아들이 그를 계승한다. 이 시스템은 중세 유럽의 일부 지역에 존재했다.[19]
  - 비고정적 아들: 이전 군주의 어떤 아들이 자동으로 그를 계승해야 하는지에 대한 고정된 규칙이 없다. 어떤 아들이든 살아있는 군주에 의해 후계자로 지정되거나, 외교 또는 폭력을 통해 형제들을 제압한 후 관련 귀족들에게 승인될 수 있다. 예시로는 14세기까지의 카넴-보르누 제국과,[8] 앵글로색슨 잉글랜드가 있다.[20]
- 선거 계승: 선거군주제 참조. 왕위 계승은 비교적 소수의 귀족들 (일반적으로 수십 명)의 투표로 결정된다. 이는 군주 사망 시 보다 안정적인 권력 이전을 보장하기 위해 vivente rege ("왕이 아직 살아있는 동안") 선거로 결정될 수도 있지만, 이는 필수가 아니었고 여전히 왕위 계승 전쟁으로 이어질 수 있었다.[21]

## 분석

### 공통 요소
왕위 계승 전쟁은 왕위 쟁탈전을 다루는 전쟁의 한 유형이다. 즉, 군주제 내에서 최고 권력을 둘러싼 갈등이다. 비록 일반적으로 세습군주제 (장자상속 또는 다른 세습 계승 원칙을 따르는)와 관련되지만, 이 개념은 선거 군주제에도 적용되어 왔다. 이는 내전일 수도 있고, 국가 간 전쟁 (외세가 개입하는 경우)일 수도 있으며, 둘 다일 수도 있다.
왕위 계승 전쟁은 어떤 영토를 보편적으로 인정받는 통치자가 사망한 후 (때로는 (합법적인) 자손을 남기지 않거나 후계자를 명확히 지정하지 않은 채), 또는 정신 이상으로 선고되거나 통치 불능으로 선고되어 폐위된 후에 (때로는 그 전에도) 발생할 수 있다. 다음으로, 여러 왕위 요구자들 (또한 '주장자', '후보자', 또는 '경쟁자'로 알려짐)이 나선다. 이들은 이전 통치자와 (혈통이나 결혼으로) 관련되어 있기 때문에 세습 원칙에 근거하여 자신들의 소유물에 대한 권리를 주장하거나, 그러한 조약을 체결한 사람들이다. 이들은 왕위에 대한 자신들의 주장을 지지해 줄 귀족 및 해외 동맹자를 찾을 것이다. 권력 공유나 재정적 거래와 같은 외교적 해결책, 또는 암살이나 체포와 같은 신속한 제거 (사실상 쿠데타)를 위한 모든 선택지가 소진되면 군사적 대결이 뒤따를 것이다. 이러한 왕위 계승 분쟁은 종종 오래 지속되는 전쟁으로 이어졌다.Rustow, Dankwart R. (1964). 《Succession in the Twentieth Century》. 《Journal of International Affairs》 18 (Journal of International Affairs Editorial Board). 111쪽. JSTOR 24381436. 2022년 3월 10일에 확인함. The extinction of royal lines occasioned prolonged wars of succession, such as the Hundred Years' War in France, the Wars of the Roses in England and the Spanish and Austrian Wars of Succession in the eighteenth century.</ref> 잠재적 후보자들은 항상 왕실 구성원에만 국한되지 않았다. 상황에 따라 왕국 내 다른 귀족 가문의 귀족들도 사망한 군주를 대체할 자격이 있었고, 왕위 계승 위기의 기회를 포착하여 국가를 장악하고 새로운 왕조를 세울 수 있었다.
왕위 계승 위기의 위험을 증가시킨 요인으로는 합법적 후계자의 부재 (특히 (통치하는) 왕조가 단절될 때), 사생아, 분쟁 상속, 방계 왕조의 형성 등이 있었다. 특히 마지막 요인은 군주 사망 시 왕위 계승 전쟁을 촉발할 뿐만 아니라, 영주 반란을 일으킬 가능성도 높았다. 방계 친족과 사촌들은 살아 있는 동안에도 반란을 일으킬 수 있었다. 통치자의 미성년은 그들이 성년이 될 때까지 국정을 운영할 섭정과 대신들이 필요하게 만들었는데, 이는 미성년 군주에 대한 군사 및 행정 엘리트의 반대를 용이하게 했고, 광범위한 정치적 불안정과 내전의 위험을 증가시켰다.
일부 왕위 계승 전쟁은 여성의 상속권에 관한 것이다. 이는 어떤 국가에서는 존재하지 않지만 (예를 들어, 살리카 법전이 적용되는 "검 봉읍"), 다른 국가에서는 존재한다 ("방추 봉읍"). 종종 아들이 없고 딸이 한 명 이상인 통치자는 딸이 자신의 뒤를 이을 수 있도록 계승법을 바꾸려 할 것이다. 그러한 수정안은 반대자들에 의해 지역 전통을 빌미로 무효화될 것이다. 유럽에서 신성 로마 황제 (또는 로마인의 왕)는 13세기부터 여성 혈통에 따라 작은 내륙 봉읍을 후계자에게 정기적으로 부여했다. 오스트리아 공국을 설립한 1156년의 특권 소령은 이미 여성도 국가를 상속할 수 있도록 허용했다.

### 발생률 및 영향
토지 상속 분쟁은 농업 사회에서 빈번했으며, 전 세계 문화에서 '영지 분할의 증가는 영토 귀족을 약화시키는 일반적인 원인'이었다. 예를 들어, 10세기와 11세기에는 사산 왕조 페르시아, 인도의 여러 국가, 중국의 송나라, 그리고 중세 유럽 모두 왕위 계승 위기로 어려움을 겪었다. 영국의 정치가 헨리 브로엄 (대법관 1830–34)에 따르면, 1066년과 프랑스 혁명 (1789–99) 사이에 유럽에서 일어난 왕위 계승 전쟁은 다른 모든 전쟁을 합친 것보다 더 많고 더 길었다. 그는 왕위 계승 전쟁이 '가장 오래 지속되는 전쟁이다. 세습 원칙은 이를 영원히 살아있게 한다 – [반면에] 선거 전쟁은 항상 짧고 결코 부활하지 않는다'고 의견을 개진하며, 이 문제를 해결하기 위해 선거군주제를 주장했다. 칼레비 홀스티 (1991, p. 308, 표 12.2)는 1648년부터 1989년까지의 전쟁을 24가지 '전쟁을 야기한 문제' 범주로 분류하여 목록을 작성했는데, '왕조/계승 주장'이 1648–1714년 동안의 모든 전쟁의 14%, 1715–1814년 동안 9%, 1815–1914년 동안 3%, 그리고 1918–1941년 및 1945–1989년 동안 0%의 주요 원인이었다고 한다. 브라우묄러 (2019)는 18세기 이후 왕위 계승 전쟁의 급격한 감소 (그리고 사실상의 소멸)를 '왕위 계승이 더 이상 지속적인 혈통으로 정당화된 영토 보유를 공고히 하거나 강대국 간의 사실상의 동맹 또는 오랜 충성을 형성하는 데 기여하지 않기 때문'으로 크게 돌렸다. 그는 또한 '정치적 민주주의에 기반을 둔 국제 질서가 왕위 계승 전쟁의 동기를 거의 없애버린다'고 덧붙였다.
왕위 계승 전쟁은 역사상 절대 군주제와 기타 독재 체제에 있어 최악의 시나리오였다. 통치자가 죽고 누가 후계자가 될지 불확실할 때 이들 체제가 가장 약하고 취약하다는 것은 일반적으로 알려져 있기 때문이다. 이러한 정권 내에서 최고 권력에 대한 경쟁적인 주장은 폭력으로 통제 불능 상태로 치닫기 쉽다. 이러한 정권은 강제적인 통치, 즉 힘의 논리에 따라 운영되기 때문이다. 왕위 계승 위기는 전체 인구를 경쟁하는 왕위 요구자들을 지지하는 파벌 간의 '내전'으로 끌어들일 위험이 있을 뿐만 아니라, 그것이 만들어내는 권력 공백은 국가 내 억압받는 집단에게는 봉기할 기회를, 외부의 봉신 국가들에게는 독립을 되찾을 기회를 제공하며, 국가가 약화되는 동안 인접 국가의 통치자들에게는 자신들의 이익을 추구하기 위해 (자신들의 왕위 주장 여부와 상관없이, 또는 국가 내 다른 왕위 요구자를 지지하면서) 침략할 기회를 제공한다. 수많은 경우에 왕위 계승 전쟁으로 인한 엄청난 장기적인 정치적, 경제적 불안정은 왕조 또는 국가, 또는 둘 다의 붕괴를 초래했다.
요하네스 쿠니쉬와 요하네스 부르크하르트 (1997)와 같은 학자들은 근세 유럽의 왕위 계승 전쟁을 왕권신수설과 절대주의와 같은 개념 탓으로 돌렸다. 왜냐하면 그들은 '효과적인 협력 형태나 명확한 계층을 알지 못했고, 구성원 간의 공식적인 평등이나 명확한 경계를 경험하지 못한 국가 체제'에 본질적인 문제를 야기했기 때문이다. 놀런 (2008)은 유럽의 1650–1715년 기간에 대해 "부르봉가와 합스부르크가의 복잡한 계승 문제는 항상 유럽 고등 정치의 일상적인 문제였고, 평화의 밀물과 썰물, 전쟁의 소용돌이에 휩쓸려가는 농민 대중의 삶의 골칫거리였다"고 덧붙였다. 그에게 9년 전쟁 (1688–1697)과 스페인 왕위 계승 전쟁 (1701–1714)은 '지역 갈등을 잠재운 두 가지 큰, 절정의 갈등'이었고, 따라서 이 수십 년은 '루이 14세의 왕조적 야망과 개인적인 신념을 중심으로 소용돌이친 한 세대의 전쟁'을 낳았다.

### 예방 및 완화
"세습 계승을 옹호하는 가장 그럴듯한 주장은 그것이 한 국가를 내전으로부터 보호한다는 것이다. 이것이 사실이라면 중요할 테지만, 사실 그것은 인류에게 강요된 가장 뻔뻔한 거짓말이다."
수 세기 동안 그리고 전 세계적으로 왕위 계승 전쟁을 예방하거나 완화하려는 다양한 시도가 있었다.
- 왕위 계승 순위의 법적 고정 (위의 왕위 계승 순위 참조): 키예프 루스를 제외한 유럽 전역에서 11세기부터 13세기까지 장자상속의 도입은 고정된 왕위 계승 순위를 확립하려는 시도였지만, 19세기까지 지속된 수많은 왕위 계승 위기와 전쟁을 막기에는 역부족임이 드러났다.[1] 코코넨과 선델 (2017)은 1000–1799년 유럽에서 군주의 자연사 이후의 계승이 국내 및 국가 간 왕위 계승 전쟁의 위험을 크게 증가시킨다는 것을 발견했다. 그들은 장자상속을 시행하는 군주제는 선거 군주제보다 국내 전쟁을 덜 경험했지만, '장자상속이 국가 간 전쟁에 미치는 계승의 영향을 완화했다는 증거는 없다'고 계산했다.[5] 루아드 (1992)와 두흐하르트 (1997)는 '공격 및 방어 동맹, 왕조 결혼, 계승 협정'과 같은 추가적인 외교적 노력이 종종 그것들을 막지 못했다고 지적했지만,[37] 놀런 (2008)은 1701년 왕위계승법 (계승법)이 '앤 여왕의 최종 사망 시 또 다른 폭력적인 계승 위기'를 피하는 데 기여했다고 반박했다.[39] 현대 학자들은 (다른 지도자 임명 방식과 달리) 세습 계승이 역사적으로 정치적 안정의 순수한 동력이었는지, 아니면 불안정의 원인이었는지에 대해 여전히 의견이 나뉘어 있다. 코코넨과 선델 (2014)은 전자를, 스티븐 핑커 (2011)는 후자를 주장하며, '계승에 기반한 리더십이라는 생각은 끝없는 왕위 계승 전쟁의 레시피'라고 말했다.[40] 후자의 의견을 가진 일부 사상가들은 토머스 페인이 상식 (1776)이라는 팸플릿에서 영국 왕실에 대항하여 반란을 일으킨 미국 식민지가 군주제가 아닌 공화제가 되어야 한다는 주장을 펼치면서, 세습 계승이 종종 내전으로 이어진다고 주장한 것까지 거슬러 올라간다.[34]
- 상속 분할: 프랑크 왕국과 티무르 제국과 같은 국가에서 흔한 전략은 남성 가족 구성원들에게 영토에 대한 지역 통제권을 부여하여 그들을 달래면서 상속을 공유하는 것이었다.[41] 한 명은 여전히 최고 통치자가 되고, 다른 상속인들은 아파나주를 받고 분가를 설립할 수 있었다.[41] 단절된 왕가 분가의 토지 소유권과 작위는 왕조의 통치 분가에 의해 회수될 수 있었다.[42] 그러나 이러한 상속 분할은 또한 많은 왕자들에게 현 통치자에게 도전할 수 있는 권력 기반을 제공했다.[41]
- 지정된 상속자를 위한 퇴위/위임: 살아있는 군주가 한 명 이상의 상속자를 위해 퇴위하는 것은 권력의 원활한 이양을 보장하려는 한 가지 전략이었다.[41] 예를 들어, 카를 5세는 1556년에 퇴위하고 1558년에 사망하기 전에 자신의 재산을 아들 펠리페 2세와 형제 페르디난트 1세에게 나누어주어 합스부르크가를 스페인과 오스트리아 분가로 분할했다.[41] 관련 전략은 통치 군주가 활동적인 정치에서 은퇴하거나 사망하기 전에 이미 지정된 상속자에게 자신의 권한 일부를 위임하는 부분적 또는 점진적 퇴위였다.[41] 예를 들어, 코시모 1세 데 메디치는 1560년대에 사실상 통치에서 은퇴하고 아들이자 지정된 후계자인 프란체스코 1세 데 메디치에게 권한을 위임한 후 1574년에 사망했다.[41]
- 잠재적 적대자 미리 제거: 전쟁이 발발하기 전에 자신의 계승 또는 즉위, 또는 다른 사람의 계승 또는 즉위를 확보하기 위한 일반적인 전략은 왕위 계승 위기 초기에, 또는 왕위 계승 위기가 발생하기도 전에 잠재적 경쟁자들을 제거하는 것이었다. 이는 암살에서 추방까지, 그리고 신체 절단에서 투옥까지 다양할 수 있었다.[41] 비잔티움 문화의 정치적 신체 절단은 경쟁자들이 비잔티움 제국 황위를 차지하기 위한 쿠데타나 왕위 계승 전쟁을 벌이기 전에 이를 막거나, 실패한 시도 후에 처벌하고 미래의 시도를 막기 위한 한 가지 방법이었다. 11세기 노르망디의 윌리엄 피츠 지로이와 같이 유럽의 다른 지역에서도 계승 경쟁자들에 대한 유사한 신체 절단이 흔했다.[43] 오스만 제국에서는 계승 관행이 잠재적 경쟁 왕위 요구자들에 대한 왕족 살해에서 카페스에서의 평생 감금까지 다양했다. 그러나 계승 절차 중 어느 것도 성문화되지 않았다.[41]
- 군주의 죽음을 숨기고 비밀리에 권력 장악: 후보자 또는 후보자를 지지하는 중요한 인물이 취할 수 있는 임시 전략은 군주의 죽음을 한동안 숨겨 비밀리에 권력을 장악하고 잠재적 경쟁자들에게 기정사실을 제시하는 데 필요한 조치를 취하는 것이다. 이는 잠재적 경쟁자들로부터 군주의 죽음에 대한 정보의 흐름을 통제할 수 있을 때만 효과적으로 수행할 수 있다. 전쟁이 발발하더라도, 주요 정부 기관 (예: 궁정 및 군대)을 먼저 장악하고 초기에 국내외 세력의 지지를 확보하는 자는 적에게 큰 불이익을 줄 수 있다.[41]

### 적용 가능성
때로는 어떤 전쟁이 순수하게 또는 주로 왕위 계승 전쟁이었는지, 아니면 영토, 경제, 종교 등 다른 이해관계도 동등하거나 더 중요하게 갈등을 형성하는 데 작용했는지 판단하기 어려울 수 있다. 많은 전쟁은 유전적 계승이 가장 중요한 요소가 아니었거나, (부분적으로) 그랬음에도 불구하고 '왕위 계승 전쟁'이라고 불리지 않는다. 예를 들어, 대북방 전쟁 (1700–1721)은 주로 영토에 관한 것이었지만, 1704–1706년 동안은 폴란드 왕위 계승에 초점을 맞추었다. 마찬가지로, 루이 14세가 영토 확장을 위해 싸우려 했던 상속 전쟁 (1667–1668)을 선포하기 위해 의심스러운 계승 주장을 구실로 삼았던 것처럼, 왕위 계승이 실제로 가장 중요한 문제가 아니었음에도 불구하고 전쟁이 부당하게 '왕위 계승 전쟁'으로 낙인찍히는 경우도 있다. 일부 왕위 계승 전쟁은 9년 전쟁 (잉글랜드, 팔츠, 쾰른에 관한)과 폴란드 왕위 계승 전쟁 (폴란드와 로렌에 관한)의 경우와 같이 여러 동시 분쟁에 관한 것이었다. 전쟁의 발발은 계승 분쟁에 의해 동기 부여될 수 있지만, 그 초점이나 범위는 전쟁 과정에서 바뀔 수 있으며, 그 반대도 마찬가지다. 특히 원래 다른 이유로 시작된 전쟁 도중에 새로운 계승 위기가 발생할 경우 (예: 러시아-스웨덴 전쟁 (1741년–1743년)).

## 대륙별 패턴

### 아프리카 패턴
무기가 쏟아져 나왔다. 싸움은 즉시 시작되어 경쟁자 중 한 명이 죽을 때까지 계속되었고, 그의 모든 추종자들은 승자에게 복종하여 그의 부하가 되었다. 두 명 이상의 왕자가 왕위를 놓고 싸우는 경우는 거의 없었으며, 다른 왕자들은 싸움의 결과를 지켜보고 받아들였다. 그러나 때로는 여러 명이 왕위를 주장하기도 했고, 경쟁자의 수에 관계없이 그들 중 한 명만 살아남을 때까지 싸움은 끝나지 않았다.
캐서린 코케리-비드로비치 (1988)에 따르면, 왕위 계승 전쟁은 "아프리카 군주제 역사에서 너무나 흔하여 거의 하나의 제도처럼 보인다"고 한다. 특히 모계 사회에서는 계승법이나 고정된 관습이 거의 없었다. "왕조 역사는 어디에서나 왕위 계승 전쟁 (내전의 거의 유일한 원인)과 교차하며, 왕실 계보를 재구성하는 것은 매우 어렵다"고 하며, 많은 "불운한 왕위 계승자들이 어느 정도 폭력적으로 취임하는 것을 막았다"고 한다.

#### 왕위 계승 순위 변경
다양한 아프리카 문화권에서 왕위 계승 순위는 수세기에 걸쳐 한 유형에서 다른 유형으로 변화했으며, 특히 전환기에는 새로운 시스템이 확고히 자리 잡기 전에 여러 왕위 계승 전쟁이 발생했다. 예를 들어, 카넴-보르누 제국의 마이 이드리스 1세 니갈레미( 1370c.)의 죽음은 왕위 계승 전쟁을 촉발시켰다. 방계 (형제 대 형제) 또는 부계/부계 (아버지 대 아들) 계승 중 어느 것을 선호해야 하는지가 불분명했기 때문이다. 부계 계승은 14세기 초 카넴-보르누에서 지배적이었지만, 1400년경에는 방계 계승으로 대체되었다. 카노 연대기는 카노 왕국의 부자 계승을 기록하고 있지만, 항상 통치자의 어머니 이름을 언급하는데, 이는 이전의 모계 시스템의 흔적을 나타낼 수 있다. 야텡가 왕국은 18세기 후반에 방계 계승에서 부계 계승으로 전환했다.

#### 부뇨로
동아프리카 키타라 제국에서는 17세기와 18세기에 걸쳐 여러 차례의 부뇨로 왕위 계승 전쟁이 일어났다. 마지막으로 기록된 두 번의 전쟁은 1851년과 1869년경에 발생했다. 키타라의 무카마("왕")가 죽을 때마다 권력 공백이 발생했으며, 이 기간 동안 모든 합법적인 왕족 후보자들은 협상을 통해 다음 통치자가 될 한 명의 후보자를 합의해야 했다. 실패할 경우, "전통은 그들이 지지자들을 동원하고 비어 있는 자리를 차지하기 위해 짧고 결정적인 정치적 폭력을 행사하도록 장려했다." 이러한 정치적 폭력을 사용하는 것은 왕실 권력 공백을 종식시키는 제도화된 합법적 절차였지만, 때로는 경쟁자들이 관습이 요구하는 대로 신속하게 서로를 물리치지 못했다. 장기간의 왕위 계승 전쟁은 종종 대규모 기근, 학살, 난민 위기와 함께 사회를 붕괴시켜 국가의 지속적인 존립을 위태롭게 했다. 또한 이러한 전쟁은 거의 항상 조공 국가의 반란과 일치했는데, 이는 봉신들이 왕위 계승 분쟁 중 종주국의 약점을 이용하여 독립을 되찾으려 했음을 나타낸다.

### 아메리카 패턴
잉카 제국 (1438–1533)과 같은 안데스 문명에서는 군주가 자신의 통치를 가장 유능하다고 생각하는 아들에게 물려주는 것이 관례였으며, 반드시 장남일 필요는 없었다. 때로는 형제를 선택하기도 했다. 1492년 아메리카의 스페인 식민화가 시작된 후, 일부 안데스 군주들은 (유럽의 장자상속 관습에서 흔히 그랬던 것처럼) 자신들의 장남만이 유일한 "합법적인" 상속자라고 주장하기 시작한 반면, 다른 군주들은 당시 통치자의 어린 아들이 재위 중 공동 통치하는 안데스 계승 관습을 유지했다. 각각의 상황이 어느 접근 방식을 선호하든 그러했다.

### 아시아 패턴

#### 버마
헬렌 제임스 (2004)는 17세기 후반 버마의 복구된 따웅우 왕조에서 "군주 사망 시 권력 이양은 항상 문제였다. 복혼 관행 때문에 왕위 계승자가 많았기 때문이다. 주요 왕비들의 아들들은 종종 왕위 계승을 놓고 다투었다."고 언급했다. 새로운 꼰바웅 왕조 (1752–1885)의 창시자 알라웅파야는 자신의 후계자들이 부계 장자상속 (형제 계승)에 의해 임명되기를 의도했으며, 제임스에 따르면 이는 "버마 군주 사망 시 매번 수반되는 유혈 사태를 피하기 위한" 시도였다. "이는 헛된 희망이었다. 그 지시는 피비린내 나는 계승 위기로 이어졌다. 그의 아들들 중 일부는 왕위를 형제 대신 자신의 아들에게 넘겨주려 했고, 이로써 알라웅파야의 임종 소원을 좌절시켰다." 그의 장남 디베잉왕은 권위를 확립하기 위해 2년간의 왕위 계승 전쟁 (1760–1762)을 치러야 했다. 싱뷰싱왕의 계승은 도전받지 않았지만, 아들 싱구왕을 후계자로 지명하고 어린 형제를 제외한 것은 그의 죽음 직전에 임박한 계승 분쟁을 야기했다. 다음 왕인 싱구는 잠재적 경쟁자 대부분을 제때 죽이거나 유배시켜 왕위 계승 전쟁을 피했지만, 싱구의 통치는 1782년 2월 영주 반란으로 단축되었다. 이 반란에서 마웅마웅왕이 7일 동안 왕위를 차지했지만, 바둥왕이 그를 죽이고 대신 왕위에 올랐다. 바둥왕은 즉위하자마자 모든 경쟁자들을 성공적으로 제거했으며, 코닉 (1990)에 따르면 1802년 "혈통 계승과 방계 계승 간의 25년간의 갈등"을 혈통 계승에 유리하게 종식시켰다. 그럼에도 불구하고, 1837년과 1853년 두 명의 왕이 형제들의 쿠데타로 전복되었고, 1866년에는 왕세자 (왕의 형제)가 왕의 두 아들에 의해 암살되었다. 마지막 버마 왕인 띠버왕 (재위 1878–1885)이 즉위했을 때, 그는 자신의 즉위에 대한 도전을 막기 위해 약 80명의 친척을 살해했다.

#### 중국
아서 월드런 (2008)에 따르면, "중국 국가들은 역사적으로 압도적으로 내륙 기반이었으며 (...) 그들의 전쟁은 주로 왕위 계승 전쟁과 육로 정복 전쟁이었다." 전설적인 첫 왕조인 하나라, 그리고 확정된 상나라 모두 부자 계승과 형제 계승이 존재했던 것으로 보이며, 부계 장자 상속은 상나라 후기에 점차 흔한 관행이 되었다. 주 무왕 사망 후 발생한 삼감의 난 (기원전 1042–1039년경)은 중국 역사상 최초의 왕위 계승 전쟁일 것이다. 정 장공 통치 기간 동안 정나라는 춘추 시대에서 가장 강력한 국가였지만, 기원전 701–680년의 그의 죽음 이후의 왕위 계승 전쟁은 정나라를 가장 약한 국가 중 하나로 전락시켰다. 주나라의 권위가 약화되면서 제후국들의 권력이 강해졌고 (패자의 시대), 주 왕실이 스스로 왕위 계승 위기를 해결할 수 없을 때마다 선도 국가들은 "정당한" 후계자를 위해 군사적으로 개입할 것으로 예상되었으며, 이는 7세기와 6세기에 빈번하게 발생했다. 그러나 제후국들이 강력해지고 공작들이 영토가 확대됨에 따라 친척들에게 특정 지역에 대한 통제권을 위임해야 했기 때문에, 내부 왕조 투쟁의 위험도 점점 커졌다. 특히 가장 큰 국가들이 이러한 문제에 직면했는데, 바로 제나라 (예: 기원전 643–642년의 제나라 왕위 계승 전쟁)와 진나라였다. 후자의 경우, 이는 결국 기원전 403년의 진나라 분할로 이어졌고, 전국 시대를 열었다.
모든 국가를 진나라로 통일한 최초의 중국 황제 진 시황제는 기원전 210년 사망하기 전에 안전한 계승 규칙을 확립하지 못했고, 그의 일족은 즉시 이사와 조고에게 정부 통제권을 잃었으며, 그의 왕조는 곧 (기원전 207년) 몰락했다. 이후 초한전쟁에서 승리하고 한나라를 건국한 고제는 왕조를 위협하지 않는 안정적인 계승 과정을 보장하려 했다. 그는 황태자 직을 신설하여 지정된 후계자의 지위를 강화했는데, 황태자실에서 관리들이 미리 지정된 후계자를 교육하고 봉사하여 그의 즉위 시기가 올 때까지 준비시켰다. 이 황태자 시스템은 한나라 시대에 많은 계승 분쟁을 막았고, 삼국, 진, 남북조 시대에는 자주 오작동했지만, 당나라와 송나라 시대에는 "성숙"했다. 그럼에도 불구하고 한나라는 여러 차례 왕조 불안정을 겪었다. 한 황제가 공식적으로 후계자를 임명하지 않고 사망했을 때, 그의 미망인인 황태후는 사망한 황제의 살아있는 아들 또는 친척 중 한 명을 임명할 독점적인 권리를 가졌다. 그러한 시기나 유아 황제가 한 황위에 오르면, 섭정 (종종 황태후 또는 그녀의 남성 친척 중 한 명)이 황제가 성년이 될 때까지 황제의 직무를 수행했다. 때로는 황태후의 파벌—외척—이 쿠데타나 왕위 계승 전쟁으로 전복되기도 했다. 예를 들어, 여태후는 전소제 (재위 기원전 188–184년)와 소제 (재위 기원전 184–180년)의 통치 기간 동안 사실상의 궁정 통치자였지만, 기원전 180년 그녀의 사망으로 여씨의 난 중에 그녀의 파벌이 전복되었고, 유항이 대신 황제로 임명되었다.
190년대 후한말에 황실 유씨는 국가에 대한 실질적인 통제권을 잃었고, 저명한 귀족들은 자신들의 왕조를 세우려는 군벌이 되었다. 황제가 임명하던 태수 대신, 그들은 자신들의 일족이 계승하도록 하여 세습직으로 만들었고, 이는 여러 왕위 계승 위기로 이어졌다. 한때 황실 유씨를 대체할 유력한 후보였던 원씨 가문은 원소 사망 후 형제 살해 전쟁으로 전락했다 (202–205년). 208년 8월 유표의 죽음은 그의 아들 유종과 유기 사이에 왕위 계승 분쟁을 야기했지만, 조조의 신속한 침공으로 유종은 싸움 없이 항복할 수밖에 없었고 유기는 도주했다. 조비가 마지막 한 황제 헌제를 폐위하고 220년 위 왕조를 세우자, 황실 혈통의 후손인 유비는 221년 자신이 합법적인 황제임을 선포하고 촉한 왕조를 세웠고, 이어서 손권의 동오가 229년에 건국되었다. 이 세 갈래의 황위 주장은 삼국 시대를 시작시켰다.:774 손권의 태자의 죽음은 손화와 손파 사이의 왕위 계승 분쟁 (241–250년)을 초래했다. 손권은 손화를 폐위시키고 손파에게 자살을 강요했으며, 5살 된 손량을 후계자로 임명했다.:622, 774–775 손량은 252년 7살의 나이로 황제가 되었지만, 이 소년 황제는 258년에 폐위되었다.:775

#### 일본
야마토 정권은 (예를 들어 장자상속과 같은) 명확한 계승 규칙이 없었으며, 군주의 사망은 종종 여러 강력한 씨족의 여러 주장자들이 왕위를 놓고 다투는 위기로 이어졌다. 종교 기반의 정미의 난 (552–587)은 친신토파 모노노베씨와 친불교파 소가씨 사이의 갈등으로, 특히 585–587년에 왕위 계승 전쟁으로 이어지기도 했다. 계승 위기로 인한 자신의 권력에 대한 추가적인 도전을 막고 불교 수용을 강제하기 위해, 씨족 지도자 소가노 우마코는 592년에 스슌 천황을 암살하고, 대신 스이코 천황 (일본 역사상 최초의 여성 천황)을 황후로 즉위시키고 쇼토쿠 태자를 섭정으로 삼아 막후에서 권력을 장악했다. 이러한 구성은 628년까지 안정적인 스이코 천황의 통치를 이끌었다. '그 시대에는 놀라울 정도로 긴 기간이었다.' 그러나 그녀가 사망하고 쇼토쿠의 아들 야마시로 태자가 왕위를 주장했을 때, 그는 소가 씨족에 의해 거부되고 조메이 천황이 즉위했다. 후자가 641년에 사망하고 그의 아내인 고교쿠 천황이 뒤를 이었을 때, 야마시로는 다시 왕위를 주장했지만, 소가노 이루카의 병사들이 공격하자 그와 그의 가족은 사망했다 (아마도 자살). 소가노 이루카는 이후 645년 을사의 변에서 나카노오에 황자에 의해 살해되었고, 나카노오에 황자는 꼭두각시 고토쿠 천황을 즉위시킨 후 654년에 자신이 덴지 천황으로 왕위에 올랐다. 덴지 천황의 672년 사망은 진신의 난을 야기했다. 여전히 계승 규칙이 없었기 때문에 사망한 천황의 가까운 친척은 성별에 관계없이 왕위에 대한 동등한 권리를 주장할 수 있었다.

#### 초기 이슬람 국가의 피트나
역사적 피트나와 초기 이슬람의 유사한 갈등은 본질적으로 왕위 계승 전쟁이었으며, (주로) 종교적 분쟁에서 비롯된 것이 아니라 초기 이슬람 공동체를 정치적으로 어떻게 조직해야 하는지에 대한 초기 이슬람 정치 사상의 합의 부족에서 비롯되었다. 특히 권력 행사와 지도자 임명 방식에 대한 합의가 없었다. 이러한 헌법 이론의 부족은 알리 압둘 라지크 (1888–1966)에 의해 예언자 무함마드가 주로 종교적 규제에 관심을 가졌고, 정치 체제 설립을 우선시하지 않았으며, 알려진 후계자 (즉 칼리파)를 남기지 않았고, 미래 지도자를 임명하는 표준 규칙도 확립하지 않았다는 생각에 기인한다. 632년 그의 사망 후, 이는 동지들로 하여금 지도자 문제에 대한 임시 방편을 찾게 했고, 계승 분쟁을 야기하여 피트나를 초래했다. 가장 주목할 만한 것은 1차 피트나 (656–661년), 2차 피트나 (680–692년), 3차 피트나 (744–747년), 4차 피트나 (809–827년), 그리고 알안달루스의 피트나 (1009–1031년)이다. 결국, 이러한 분쟁은 지도자가 쿠라이시족 내에서 어떤 방식으로든 선출되어야 한다고 주장하는 수니파와, 지도자가 알리를 통해 무함마드의 직계 생물학적 후손이어야 하며 각 지도자가 자신의 후계자를 직접 지정해야 한다고 주장하는 시아파 간의 큰 분열로 이어졌다. 우마이야 칼리파국 (661–750년)은 이 두 학파 중 어느 것도 따르지 않았는데, 그 창시자인 무아위야 1세는 무함마드의 후손도 아니었고 칼리파로 선출된 동지도 아니었기 때문이다. 대신 우마이야의 권력 기반은 군사적 성공과 정복을 통해 얻은 부였다. 따라서 많은 초기 무슬림들은 이 왕조가 정당성이 부족하다고 인식했으며, 이 '논쟁의 여지가 있는 가장 큰 문제'가 3차 피트나 (744–747년)와 밀접하게 관련된 아바스 혁명 (747–750년) 동안 그 붕괴에 기여했다.

#### 이슬람 왕조
나중에 아시아의 이슬람 정체 (대부분 페르시아-아랍, 투르크, 몽골 군주국)에서 발생한, 피트나라고 불리지 않은 다른 왕위 계승 전쟁들도 있었다. 예를 들어 아바스 칼리파국에서는 칼리파 사망 시 평화로운 권력 이양이 규칙이라기보다는 예외였다. 저스틴 마로지 (2015)에 따르면, 775년 알만수르의 알마흐디 계승은 "미래의 아바스 칼리파국의 피비린내 나는 계승에 비하면 질서와 품위의 모범이었다." 안토니 블랙 (2011)에 따르면 아바스 칼리파국이 자치 왕조로 분열된 기간 (약 850–1050년)에도 이는 여전히 흔한 문제였다. "대부분의 왕조는 계승 투쟁으로 인해 무력화되었다. 이슬람 법과 부족 관습 앞에서 헌법적 계승 규칙을 확립하기 어려웠는데, 이는 가문의 유산을 모든 아들들에게 동등하게 분할하는 것이었다. (...) 한 씨족 왕조 내에서 계승권을 얻으려면 다시 한번 신이 당신 편임을 증명해야 했다. 이는 군사적 성공과 좋은 평판의 조합을 통해 지지를 얻는 것을 의미했다." 에릭 J. 한 (2007)은 특히 부와이흐 왕조에 대해 비슷한 결론에 도달했다. "부와이흐 왕조는 전통적으로 형제, 삼촌, 사촌들에게 영토를 분할했기 때문에, 취약한 가족 연맹은 '아두드 알다울라 (983년 사망)와 같이 강력한 개인적 인물이 있을 때만 작동했는데, 그의 종주권은 오랜 내부 전쟁 후에야 받아들여졌다." 왕위 계승 전쟁은 평화 시 가장 유능한 통치자가 달성할 수 있는 안정성보다 왕국에 더 많은 불안정성을 야기할 수 있었다. 이븐 할둔을 인용하며 블랙은 이것이 거의 모든 이슬람 왕조 (오스만 제국이라는 주목할 만한 예외를 제외하고)가 왕위 계승 위기로 인해 붕괴되기 전에 약 100~200년밖에 지속되지 못한 주요 요인 중 하나라고 주장했다.
라시드웃딘의 집사 (약 1316년)에 따르면, 일 칸국은 1260년대 훌라구 칸에 의해 건국된 이래 1295년 가잔 칸의 즉위 때까지 계승 투쟁, 실정, 부패에 시달렸다. 가잔 칸은 이슬람으로 개종한 최초의 일 칸이자, 일 칸국의 정당성을 그 종교에 기반을 두려는 노력을 기울였다. 그러나 가잔 칸이 라시드의 후원자였기 때문에, 초기 일 칸국의 불안정성에 대한 이 설명은 가잔 칸을 미화하고 그의 통치를 정당화하기 위해 과장되었을 수 있다.

#### 인도 아대륙
우리 지구의 한 지역에서 왕위 계승은 현명하고 확고한 법에 의해 장남에게 유리하게 정해져 있다. 그러나 힌두스탄에서는 통치권이 보통 사망한 군주의 모든 아들들에 의해 다투어지며, 각 아들은 자신을 통치하기 위해 형제들을 희생시키거나, 다른 사람의 지배의 안보와 안정 때문에 자신의 생명을 포기해야 하는 잔인한 선택에 직면한다.
무굴 제국 (1526–1857)에는 장자상속 전통이 없었다. 대신 아들들이 아버지를 전복시키고, 형제들끼리 죽을 때까지 싸우는 것이 관례였다. 인도에서 약 12년간 (1658–1670년; 부분적으로 1657–1661년 무굴 왕위 계승 전쟁과 겹침) 보낸 17세기 프랑스 여행자 프랑수아 베르니에는 아우랑제브를 "위대한 왕"이며 "다재다능하고 드문 천재"라고 칭찬했지만, 그와 다른 무굴 황제들이 유럽의 계승 방식인 "현명하고 확고한 법에 따라 장남에게 유리하게"가 아닌 전쟁을 통해 권력을 잡은 "불의하고 잔인한" 수단을 비판했다. 주디스 E. 웰시 (2006)는 왕위 계승 전쟁이 "무굴 제국이 결코 해결하지 못한 하나의 문제"였으며, 1707년 아우랑제브 사망 후 반복되는 "계승 투쟁은 무굴 제국의 힘을 거의 끝장냈다"고 말했다. 반면, 파루키 (2002)와 같은 학자들은 무굴 제국의 계승 투쟁이 제국을 약화시켰다고 주장하는 연구들이 "장자상속 제도를 다른 모든 계승 방식보다 선호하는 서유럽 저술의 오랜 편견"에 영향을 받았을 수 있다고 주장했다. 대신, 파루키는 "제국을 약화시키기는커녕, 왕조 내부의 협력과 갈등이 무굴 권력의 생산과 재생산에 중요한 현장이었음을 입증"하려고 했다.

#### 말레이 제도
하얌 우룩의 죽음 이후, 레그레그 전쟁 (1404–1406)과 같은 왕위 계승 전쟁은 15세기 자와의 마자파힛 제국을 약화시키고, 1527년 결국 멸망에 이르게 한 주요 원인 중 하나로 일반적으로 인식되고 있다. 북부 수마트라섬의 사무데라 파사이 술탄국은 1412–1415년에 왕위 쟁탈전을 겪었고, 명나라의 4차 보물 탐험대인 정화 제독이 개입했다. 1645년 마타람의 술탄 마타람의 술탄 아궁이 사망한 이후, 마타람 술탄이 사망할 때마다 왕위 계승 전쟁이 발발했고, 이러한 반복적인 갈등은 국가를 무력화시켰다. 트루나자야 반란 (1674–1681) 이후, 네덜란드 동인도 회사 (VOC)는 왕조 위기를 이용하여 자와섬에 대한 경제적, 정치적, 영토적 통제를 확대하기 시작했다. 그들은 승리 시 광범위한 양보를 대가로 우월한 화력으로 왕위 후보자를 지지했다. 자와섬 왕위 계승 전쟁 (1703–1755)은 회사가 마타람을 약화시키고 결국 쉽게 통제할 수 있는 작은 국가들로 분할할 수 있게 했다. 19세기 초 영국의 한 작가는 "말레이 국가들에서는 라자 사망 후 거의 항상 왕위 계승 전쟁이 뒤따르며, 다른 봉건적 분쟁과 함께 이 모든 것을 망치고 있다. 주민들을 억압하고, 산업을 방해하며, 상업을 막고 있다"고 언급했다. 그는 영국 정부가 원주민과 외국인 모두의 이익을 위해 이러한 전쟁을 막기 위한 조치를 취해야 한다고 권고했지만, 영국인들이 "네덜란드인이 자신들의 모든 소유지에서 그러하듯이" 말레이인들에게 "정복자이자 억압자"가 되어서는 안 된다고 주장했다. 영국은 말레이 국가들에 대해 "간접통치"를 확립하고 술탄들을 사실상 자신들의 대리인으로 만들었다. 1819년, 영국은 조호르 술탄국의 왕위 계승 위기를 이용하여 네덜란드와 영토를 분할했고, 싱가포르를 포함한 말레이 반도 조호르를 자신들이 차지하고 리아우-링가 술탄국을 네덜란드에 양도했다. 브루나이가 절대 군주제로 남아있는 동안, 독립 말레이시아의 왕들은 헌법적 틀 내에서 더 의례적인 정체성 역할을 맡았다.

#### 오스만 제국
오스만 제국은 소아시아에서 시작되어 점차 동남유럽으로 확장되었고, 1453년 콘스탄티노폴리스를 정복한 후 수도로 삼은 이슬람 왕조였다. 이 제국은 "거의 모든 역사 동안 일반적인 상속 관행에서 크게 벗어난" 독특한 계승 관행을 발전시켰다. 세 가지 관습이 구별될 수 있다. 적자생존, 형제 살해, 연장자의 통치이다. 14세기부터 16세기 후반까지 오스만 제국은 개방적 계승을DASH역사가 도널드 콰테르트가 "적자생존 방식, 즉 장자가 아닌"이라고 묘사한 것을 따랐다. 일반적인 중앙아시아 전통에 따라, 통치하는 술탄의 성인 아들들은 모두 아버지의 생애 동안 행정 경험을 쌓기 위해 지방 총독으로 임명되었으며, 수행원과 교사들의 동반 및 멘토링을 받았다. 아버지인 통치 술탄이 사망하면, 이 아들들은 한 명이 승리할 때까지 왕위 계승을 놓고 서로 싸웠다. 수도에 먼저 도착하여 궁정을 장악한 첫 아들이 보통 새 통치자가 되었다. 이러한 첫 사례는 1362년 술탄 오르한 사망 후 벌어진 짧은 오스만 왕위 계승 전쟁으로, 셰흐자데 (왕자) 무라트 1세, 셰흐자데 이브라힘 베이 (1316–1362; 에스키셰히르 총독), 그리고 셰흐자데 할릴 간의 싸움이었다. 무라트가 승리하여 이복 형제인 이브라힘과 할릴을 처형했고, 이는 오스만 왕족 형제 살해의 최초 기록된 사례이다. 1451년, 메흐메트 2세는 수도를 장악한 후 왕위 계승 전쟁이 발발하기도 전에 모든 형제들을 처형한 최초의 오스만 왕자가 되었다. 당시 이슬람 및 기독교 사회 모두 그러한 행위를 부도덕하고 죄스러운 살인 행위로 비난했을지라도, 메흐메트와 이후의 미래 술탄들은 왕국의 질서와 안정을 보장하기 위한 통치자의 특권으로서 (평화시) 형제 살해를 정당화했다. 오스만 왕족 형제 살해는 1648년까지 계속되었고, 1808년에 한 번 더 발생했다. 1617년, 오스만 왕조는 에크베리예트(ekberiyet)라는 계승 시스템을 채택했는데, 이는 사망한 술탄의 가장 나이 많은 살아남은 남성 친척 (종종 삼촌이나 형제)이 왕위를 계승하는 방식이었다. 이는 1622년에 카페스 ("도금된 새장") 시스템과 결합되었는데, 이는 왕실의 모든 남성 구성원을 궁궐 내에 가택 연금하여 통치하는 술탄의 통제 하에 잠재적 후계자들을 확보하는 것이었다. 에크베리예트-카페스 관행은 오스만 제국이 멸망하고 1922년 오스만 술탄국의 폐지까지 지속되었다.

#### 베트남
고도 호알르에 기반을 둔 초기 베트남 왕국 대월 (968–1054)에 대해 니콜라스 타링 (1992)은 "호아루 왕들은 주로 폭력의 위협으로 통치했으며, 각 왕의 사망은 왕위 계승 전쟁으로 이어졌다"고 언급했다. 대조적으로, 후기 쩐 왕조 (1225–1400)의 통치자들은 "[선대 왕]의 사망 시 선택된 성인 후계자에게 왕위를 [퇴위]하고, 이후 '선임' 왕으로 통치하는" 관행을 채택했다. 타링은 "쩐 왕들은 삼촌, 형제, 사촌들과 상의하여 결정을 내렸으며, 이를 통해 왕족 내부의 연대감을 길렀다"고 덧붙였다. 그리고 이러한 규칙이 더 이상 지켜지지 않을 때 왕조는 붕괴하기 시작했다. 자식이 없는 왕 쩐 유종이 후계자를 지정하지 못하자, 1369년 그의 사망은 20년간의 계승 기반 전쟁의 시작을 알렸고, 결국 1390년 호꾸이리 재상이 권력을 장악하고 질서를 회복했으며, 1400년 쩐 왕조를 폐지하고 자신의 왕조를 세웠다.

#### 시암/태국
1605년 나레수안의 에까탓사롯 계승을 제외하고, 17세기 내내 아유타야의 왕실 계승 방식은 전투였다. 당시 태국을 방문한 유럽인들은 시암 왕위 계승 순서에서 어떤 규칙을 파악하려고 노력했으며, 실제로는 죽은 왕의 남동생이 종종 그를 계승했지만, 이러한 관습은 어디에도 법적으로 명시되지 않은 것으로 보인다. 통치 왕은 종종 선호하는 후계자에게 우파라자('부왕')의 칭호를 수여했지만, 실제로는 "제거 과정"이었다. 왕실의 어떤 남성 구성원 (보통 죽은 왕의 형제나 아들)도 아유타야의 왕위를 주장할 수 있었고, 모든 경쟁자를 물리쳐 승리할 수 있었다. 더욱이, 귀족, 외국 상인, 외국 용병 집단은 각 전쟁의 결과로부터 이득을 얻기 위해 적극적으로 자신들이 선호하는 후보자들을 지지했다.

### 유럽 패턴

#### 원인
"가장 영광스러운 기억의 스페인의 카를로스 2세가 최근 자식 없이 사망하자, 그의 신성한 제국 폐하는 사망한 왕국의 왕위와 지방에 대한 계승권을 그의 고귀한 가문에 합법적으로 속한다고 주장했다. 그러나 가장 기독교적인 왕은 그의 손자 앙주 공작을 위해 같은 계승권을 노리고 사망한 왕의 특정 유언에 의해 그에게 권리가 생겼다고 주장하며, 앞서 언급된 앙주 공작을 위해 전체 상속, 즉 스페인 군주국을 찬탈하고, 그의 군대로 스페인령 네덜란드와 밀라노 공국의 지방을 침략했다..."
유럽 왕위 계승 전쟁의 기원은 봉건제 또는 절대주의 정부 시스템에 있다. 이러한 시스템에서는 군주 한 명이 국민의 동의 없이 전쟁과 평화에 대한 결정을 내릴 수 있었다. 각 통치자의 정치는 주로 왕조적 이해관계에 의해 좌우되었다. 독일 역사가 요하네스 쿠니쉬 (1937–2015)는 다음과 같이 단언했다. "모든 것을 추진하는 힘은 왕조의 권력 위신, 권력 확장, 그리고 스스로를 유지하려는 욕구였다." 더욱이, "국가 영토"의 다양한 지방의 법적, 정치적 일관성은 종종 공통의 통치자 (틀:개인 동군연합)를 가진 것에 불과했다. 따라서 초기 정부 시스템은 왕조에 기반을 두었고, 왕조가 단절되면 즉시 국가 위기가 발생했다. 다양한 지방과 영토의 정부 기관 구성은 외국 군주에 의한 개별 국가 부분에 대한 주장과 마찬가지로 갈등 발생 시 분할을 용이하게 했다.
초기 중세 유럽은 재산 또는 재산권 분쟁으로 가득했다. R. I. 무어 (2000)는 이 상황을 "10세기부터 모든 수준의 귀족 사회에서 격렬하게 전개된 끝없이 무의미해 보이는 내부 갈등. 그것은 라틴 유럽 전역에서 (비록 라인강 동쪽과는 다소 다른 형태로) 11세기 내내 계속되었고, 대부분의 지역에서는 12세기가 되어서야 진정되었다"고 묘사했다. 보통 재산 (일반적으로 소유자의 장남이지만 항상 그런 것은 아님)의 지정되거나 잠재적 상속자는 삼촌과 형제, 숙모와 자매 (종종 남편이 대표함) 및 그들의 자녀들이 상속에서 공정한 몫을 요구하는 것에 직면했다. 무어는 다음과 같이 말했다. "토지 재산권은 항상 끝없고 쓰라린 분쟁의 원천으로 남아 있을 것이며, 무한히 다양하고 복잡한 법적 전통과 지역 관습 및 조건의 조합에 의해 지배될 것이다."

#### 정당화
전쟁을 벌이기 위해서는 정당화가 필요하다 (전쟁권). 이러한 주장은 선전포고에서 제시되어 정당하게 무기를 들고 있음을 나타낼 수 있다. 네덜란드 변호사 후고 그로티우스 (1583–1645)가 언급했듯이, 이는 자신의 정당한 주장을 다른 어떤 방법으로도 추구할 수 없음을 분명히 해야 한다. 왕조 영역에서 법적 권원에 대한 주장은 전쟁의 강력한 이유였다. 앙시앵 레짐이 끝날 때까지 국제 관계는 주로 상속과 결혼 정책으로 구성되었기 때문이다. 이들은 종종 너무나 뒤얽혀 갈등으로 이어질 수밖에 없었다. 유전적 연계, 전당, 양도를 초래한 조약은 다양한 관계를 더욱 복잡하게 만들었고, 주장으로도 활용될 수 있었다. 주장이 제기된 것은 각 통치 가문 간의 영구적인 경쟁과 위신 싸움 때문이다. 게다가 동시대 군주들이 자신들을 위해 "영광"을 달성하려는 욕구도 있었다.

#### 주교후국
일부 경우, 유럽의 왕위 계승 전쟁은 주교후국 내 통치권을 중심으로 전개되기도 했다. 이들은 공식적으로는 세습 계승이 없는 선거군주제였지만, 주교후 선거는 관련 귀족 가문의 왕조적 이해관계와 밀접하게 얽혀 있었고, 각 가문은 자신들의 후보를 내세웠다. 선거 결과에 대한 이견이 발생할 경우, 전쟁은 갈등을 해결하는 가능한 방법이었다. 신성 로마 제국에서는 이러한 전쟁을 교구 분쟁이라고 불렀다.

#### 장자상속과 국제법
수많은 가족 분쟁 끝에, 11세기 서유럽에서 남성 장자상속 원칙이 생겨났고, 12세기와 13세기에는 나머지 유럽 (키예프 루스를 제외하고 그 후 루스 공국에서도 마찬가지)으로 퍼져나갔다. 이 원칙은 유럽 외 지역에서는 널리 채택되지 않았다. 이는 잠재적 상속인의 수를 현 군주의 장남으로 제한하여, 분할되지 않은 상속과 잠재적 재산 분쟁의 원인을 크게 줄이는 데 기여했다. 남성 장자상속의 거의 보편적인 도입의 또 다른 주요 효과는 부계제의 강화와 어머니, 아내, 딸의 여성 재산권의 구조적 약화 및 파괴였다. 예를 들어, 고대에 남편 재산의 3분의 1을 상속받을 권리인 테르시아(tercia)를 가졌던 북부 이탈리아 여성들은 12세기 (제노바: 1143년)에 이 권리를 잃었다.
그러나 그것이 왕위 계승 전쟁의 발발을 완전히 막지는 못했다. 30년 전쟁 (1618–1648)과 대프랑스 동맹 전쟁 (1792–1815) 사이에 유럽에서는 진정한 홍수와 같은 왕위 계승 전쟁이 일어났다. 독일 역사가 하인츠 두흐하르트 (1943)에 따르면 근세에 왕위 계승 전쟁이 발발한 것은 한편으로는 유전적 계승에 관한 규정과 합의가 신흥 국제법의 존중할 만한 부분으로 간주되어야 하는 정도에 대한 불확실성 때문에 촉발되었다. 다른 한편으로는 이를 인정하고 유효하게 할 효과적인 수단도 부족했다. 예룬 딘담 (2021)은 17세기와 18세기 유럽에서 '왕조 우위에 대한 내부적 도전이 수그러들었을 때', 왕실들이 다른 주권 국가의 통치 가문들과 더욱 많은 결혼 동맹을 맺었는데, 이는 그 시기에 '국제적인 왕위 계승 전쟁이 만연했던 이유를 설명하는 데 도움이 된다'고 지적했다.
유럽의 왕위 계승 전쟁은 19세기에 점차 종식되었는데, 이는 절대 군주제가 민주주의를 기반으로 하는 국제 질서로 대체되고 입헌군주제 또는 공화제가 특징이 되면서 이루어졌다.

## 대중문화에서
- 2018년 AGEod가 개발한 전략 비디오 게임인 왕위 계승 전쟁(Wars of Succession)은 스페인 왕위 계승 전쟁 (1701–1714)과 대북방 전쟁 (1700–1721)을 다루며, 대부분 폴란드 왕위 계승에 초점을 맞추었다.[105]
- 2021년 렐릭 엔터테인먼트가 개발한 에이지 오브 엠파이어 4는 윌리엄 1세의 노르만인의 잉글랜드 정복 (1066–1075)과 그의 사망 후 윌리엄의 아들들 간의 왕위 계승 전쟁인 1088년 반란을 포함하는 캠페인을 특징으로 한다.[106]

## 소설에서
- J.R.R. 톨킨의 판타지 세계인 가운데땅 (1937–1973년 개발)에서는 여러 왕위 계승 전쟁이 벌어진다. 예를 들면 다음과 같다.
  - 앙마르 전쟁 (T.A. 861–1975년)은 아르노르의 에아렌두르 왕이 T.A. 861년에 사망하고 왕국이 그의 세 다투는 아들들 사이에서 나뉘어 아르세다인, 카르돌란, 루다우르의 경쟁 왕국을 세웠다. 카르돌란과 루다우르에서 에아렌두르의 혈통이 단절되자 아르세다인의 아르겔레브 1세 왕은 T.A. 1349년에 아르노르를 재통일하려 했고 카르돌란에게 인정받았으나, 이때 마술사왕이 개입하여 루다우르를 병합하고 카르돌란을 황폐화시키며 아르세다인의 수도 포르노스트를 포위했다. T.A. 1973–1975년에 아르세다인은 결국 파괴되었다. 비록 곤도르의 동맹군과 린돈의 요정들이 이후 포르노스트 전투에서 앙마르를 물리치고 마술사왕을 몰아내는 데 성공했지만, 아르노르 왕국은 아라곤에 의해 4시대가 시작될 때까지 복원되지 않았다.[107]
- 계승 전쟁 (1980), 배틀테크 세계를 배경으로 한 워게임
- 시간의 바퀴 (1990–2013)에 나오는 안도르 군주국을 둘러싼 내전인 계승 전쟁
- 조지 R.R. 마틴의 얼음과 불의 노래 시리즈 (1996–)의 책들과 그 TV 각색작인 왕좌의 게임은 다섯 왕의 전쟁을 다루는데, 다섯 개인이 자신을 왕으로 선언하고 그중 세 명은 로버트 바라테온 왕의 죽음 이후 철왕좌를 놓고 경쟁한다. 다른 하나는 타르가르옌가의 왕위 계승 전쟁으로, 더 잘 알려진 용들의 춤이다. 이 특별한 갈등은 하우스 오브 드래곤 시리즈의 핵심 초점이다.
- 하이 판타지 비디오 게임 시리즈인 엘더 스크롤은 많은 왕위 계승 분쟁과 전쟁을 특징으로 한다. 예를 들어, 엘더스크롤 온라인 (2014년 출시)에서는 거의 10년 전에 동부 스카이림 왕국을 놓고 벌어졌던 왕위 계승 전쟁이 다시 불붙는다. 10년 전 그들의 여왕 누른힐데가 전투에서 사망한 후, 쌍둥이 형제 조룬과 필드고르는 함께 침략한 아카비리를 몰아냈지만, 그 후 왕위를 놓고 싸웠다. 조룬에 따르면, 그들은 '누가 우리 누나의 뒤를 이을지 의견이 달랐다. 나는 외교와 지혜를 믿었다. 필드고르는 무력 통치를 믿었다. 나는 그가 왕위를 차지하도록 내버려둘 수 없었다. (...) 나는 필드고르를 추방할 수밖에 없었다. 그는 나를 결코 용서하지 않았다.' 조룬은 불만을 품은 필드고르가 다시 왕위를 차지하려는 시도에 맞서 자신의 정당성을 군사적으로 지지해 줄 것을 플레이어에게 요청한다.[108]
- 투이 T. 서덜랜드의 아동 소설 시리즈인 불의 날개에서 1–5권의 주요 갈등은 용 여왕이 죽고 그녀의 딸들 중 누가 선택되어야 할지 몰라 왕위 계승 전쟁, 즉 모래날개 왕위 계승 전쟁이 시작되는 것에 관한 것이다. 주요 인물들은 전쟁을 끝낼 것으로 예언되어 있다.

## 같이 보기
- 카를로스파
- 보수주의
- 정통주의
- 충성주의
- 오스만 왕조 § 계승 관행 (왕족 살해 포함)
- 비잔티움 문화의 정치적 신체 절단
- 반동주의
- 복고 (동음이의어)
- 왕당파

### 내용주
1. ↑  Faruqui (2012)는 '아우랑제브와 그의 형제들(1657–9) 간의 갈등을 반란으로 간주하지 않기로' 결정했다. '이것은 논쟁의 여지가 있는 선택이다. 왜냐하면 갈등은 샤 자한에 대한 반란으로 시작되었지만, 1658년 여름 샤 자한이 강제로 퇴위한 후 왕위 계승 투쟁으로 변모했기 때문이다.' 그는 이를 '왕위 계승 전쟁'으로 보았고, S. M. 아지주딘 후사인(2002)은 이를 '반란'으로 규정했다고 언급했다.[7]
2. ↑  방계 계승은 창시자 알라웅파야의 의도였지만,[17] 꼰바웅 왕조의 존재 기간 내내 부계 계승에 의해 항상 도전받았고, 거의 모든 계승은 암살, 쿠데타, 영주 반란, 그리고 1760–1762년의 왕위 계승 전쟁을 포함한 유혈 사태를 초래했다.[18]
3. ↑  "[나, 황제 프리드리히는] 하인리히와 테오도라와 그들의 자녀들, 아들이든 딸이든 마찬가지로, 세습권을 통해 제국으로부터 앞서 언급된 오스트리아 공국을 소유하고 소지할 것을 영구적인 법률로 선언한다."[29]

### 인용
1. 1 2 3  Holsti 1991, 308쪽.
2. ↑  Braumoeller 2019, 160–163쪽.
3. 1 2 3 4 5 6 7  Moore 2000, 66쪽.
4. 1 2 3  Hanne 2007, 58–65쪽.
5. 1 2 3  Kokkonen & Sundell 2017, 5쪽.
6. ↑  Nolan 2008, 214쪽.
7. ↑  Faruqui 2012, 182쪽.
8. 1 2 3 4  Lange 1984, 247, 263쪽.
9. 1 2  Tarling 1992, 139쪽.
10. 1 2 3 4 5  Baker & Phongpaichit 2017, 158쪽.
11. ↑  Ooi 2004, 139–140쪽.
12. 1 2 3  Moore 2000, 67쪽.
13. 1 2  Baocheng 2013, 26–27쪽.
14. 1 2 3  Tarling 1992, 148쪽.
15. 1 2  Kokkonen & Sundell 2014, 438–439쪽.
16. 1 2  Lange 1984, 263쪽.
17. 1 2  Ooi 2004, 611쪽.
18. ↑  Ooi 2004, 734–737쪽.
19. 1 2 3  Moore 2000, 68쪽.
20. ↑  Douglas, David Charles (1964). 《William the Conqueror: The Norman Impact Upon England》. Berkeley: University of California Press. 251–252쪽. 2022년 4월 9일에 확인함. Hereditary right lay at the basis of Anglo-Saxon royalty, but it was a hereditary right of the family as a whole, and not specifically any one of its members. (...) In Anglo-Saxon England two considerations seem here to have been particularly influential. The one was the expressed wish of the reigning king respecting his successor within the royal family; the other was the acceptance of an individual (also within the family) by the magnates, and the recognition of reciprocal rights and duties between them as ratified by oath. (1967 reprint)
21. ↑  Nolan 2006, 899쪽.
22. ↑  Kokkonen & Sundell 2017, 4–5쪽.
23. ↑  de Graaf, Ronald P. (2004). 《Oorlog om Holland, 1000–1375》 (네덜란드어). Hilversum: Uitgeverij Verloren. 310쪽. ISBN 9789065508072. 2016년 12월 19일에 확인함.
24. ↑  Ooi 2004, 194쪽.
25. 1 2  Sandberg 2016, 179쪽.
26. ↑  Sandberg 2016, 179–180쪽.
27. ↑  〈zwaardleen"; "spilleleen〉. 《엔카르타 Encyclopedie Winkler Prins》 (네덜란드어). Microsoft Corporation/Het Spectrum. 1993–2002.
28. 1 2 3  de Vries, Jenine (April 2012). 《'Wildi emmer wesen Fransoyse?'* De rol van vrouwelijke erfopvolging in de opvolgingsstrijd rondom Jan IV van Brabant》 (PDF). 《Leidschrift》 (네덜란드어) 27. 49–63쪽.
29. ↑  Ernest F. Henderson (1896). “The Avalon Project : The Establishment of the Duchy of Austria; September 17, 1156.”. 《avalon.law.yale.edu》. 2022년 8월 18일에 확인함.
30. ↑  Brougham, Henry (January 1845). 《Lord Brougham's Political Philosophy》. 《The Edinburgh Review》 81. 11쪽.
31. ↑  Braumoeller 2019, 160쪽.
32. ↑  Braumoeller 2019, 162쪽.
33. 1 2  Braumoeller 2019, 163쪽.
34. 1 2 3 4 5 6 7  Kokkonen & Sundell 2017, 3쪽.
35. 1 2 3  Fage & Oliver 1975a, 474쪽.
36. 1 2 3 4  Black 2011, 52쪽.
37. 1 2  Schulz 2015, 469쪽.
38. 1 2  Nolan 2008, xxvi쪽.
39. ↑  Nolan 2008, 2쪽.
40. ↑  Kokkonen & Sundell 2017, 6쪽.
41. 1 2 3 4 5 6 7 8 9 10  Sandberg 2016, 180쪽.
42. ↑  Sandberg 2016, 181쪽.
43. ↑  Moore 2000, 72쪽.
44. 1 2 3 4 5  Luard 1992, 149–150쪽.
45. 1 2 3  Otunnu 2016, 37쪽.
46. ↑  Coquery-Vidrovitch 1988, 63쪽.
47. ↑  Coquery-Vidrovitch 1988, 63–64쪽.
48. ↑  Coquery-Vidrovitch 1988, 64쪽.
49. ↑  Lange 1984, 294쪽.
50. ↑  Fage & Oliver 1975a, 186–187쪽.
51. 1 2 3  Otunnu 2016, 38쪽.
52. ↑  D'Altroy, Terence N. (2014). 《The Incas》. Chichester: John Wiley & Sons. 157쪽. ISBN 9781118610596. 2019년 10월 14일에 확인함.
53. ↑  Ooi 2004, 1341쪽.
54. 1 2 3  Ooi 2004, 734쪽.
55. 1 2 3  Ooi 2004, 735쪽.
56. ↑  Ooi 2004, 736쪽.
57. ↑  Ooi 2004, 737쪽.
58. ↑  Waldron, Arthur (2008). 〈Foreword〉. 《China's Military Modernization: Building for Regional and Global Reach》. Westport, Connecticut: Greenwood Publishing Group. xi–xii쪽. ISBN 9780275994860. 2022년 3월 8일에 확인함.
59. ↑  Baocheng 2013, 25쪽.
60. ↑  Higham 2004, 173쪽.
61. 1 2 3  Zhao, Dingxin (2015). 《The Confucian-Legalist State: A New Theory of Chinese History》. Oxford: Oxford University Press. 147–149쪽. ISBN 9780199351749. 2022년 3월 9일에 확인함.
62. 1 2 3  Baocheng 2013, 26쪽.
63. ↑  de Crespigny 2007, 1216–1217쪽.
64. ↑  Loewe 1986, 135쪽; Hansen 2000, 115–116쪽.
65. ↑  Loewe 1986, 136–137쪽; Torday 1997, 78쪽.
66. 1 2 3 4  de Crespigny, Rafe (2006). 《A Biographical Dictionary of Later Han to the Three Kingdoms (23–220 AD)》. Leiden: Brill. 35–39쪽. ISBN 9789047411840. 2022년 5월 9일에 확인함.
67. ↑  de Crespigny, Rafe (2016). 《Fire over Luoyang: A History of the Later Han Dynasty 23–220 AD》. Leiden: Brill. 472쪽. ISBN 9789004325203. 2018년 4월 29일에 확인함.
68. ↑  Higham 2004, 397쪽.
69. 1 2  Higham 2004, 397–398쪽.
70. 1 2 3 4  Higham 2004, 398쪽.
71. ↑  Higham 2004, 172쪽.
72. 1 2  Black 2011, 15쪽.
73. ↑  Black 2011, 15, 330–331쪽.
74. 1 2  Black 2011, 15–16쪽.
75. 1 2  Marozzi 2015, 25–26쪽.
76. ↑  Chandra, Satish (2005). 《Medieval India: From Sultanat to the Mughals》 2. Har-Anand Publications. 267–269쪽. ISBN 9788124110669. 2016년 12월 14일에 확인함.
77. ↑  Markovits, Claude, 편집. (2004) [First published 1994 as Histoire de l'Inde Moderne]. 《A History of Modern India, 1480–1950》 2판. London: Anthem Press. 96쪽. ISBN 978-1-84331-004-4.
78. ↑  Lane-Poole, Stanley (1893). 《Aurangzíb and the Decay of the Mughal Empire》. 인도 통치자 시리즈. Oxford: 클래런던 출판부. 63–64쪽. 2022년 4월 8일에 확인함.
79. ↑  Walsh, Judith E. (2006). 《A Brief History of India》. New York: Infobase Publishing. 88쪽. ISBN 9781438108254. 2022년 3월 8일에 확인함.
80. ↑  Faruqui 2002, 7쪽.
81. ↑  Faruqui 2002, iv쪽.
82. ↑  Frederick, William H.; Worden, Robert L. (2011). 《Indonesia: A Country Study. Sixth Edition》. Washington, D.C.: Government Printing Office. 15쪽. ISBN 9780844407906. 2022년 3월 10일에 확인함.
83. ↑  Harnish, David D.; Rasmussen, Anne K. (2011). 《Divine Inspirations: Music and Islam in Indonesia》. Oxford: Oxford University Press. 16쪽. ISBN 9780195385427. 2022년 3월 10일에 확인함.
84. ↑  Sen, Tansen (2016). 《The Impact of Zheng He's Expeditions on Indian Ocean Interactions》. 《Bulletin of the School of Oriental and African Studies》 79. 614–615쪽. doi:10.1017/S0041977X16001038.
85. ↑  Ooi 2004, 139–140, 688, 692–693쪽.
86. 1 2  Ooi 2004, 692–693쪽.
87. 1 2  bin Saripan, Rahman (1979). 《Perkembangan politik Melayu tradisional Kelantan, 1776–1842》. Dewan Bahasa dan Pustaka, Kementerian Pelajaran Malaysia. 163쪽. 2022년 3월 10일에 확인함.
88. 1 2  Ooi 2004, 647쪽.
89. ↑  Ooi 2004, 1206쪽.
90. ↑  Quataert 2005, 90쪽.
91. 1 2 3 4  Quataert 2005, 92쪽.
92. ↑  Quataert 2005, 90–91쪽.
93. 1 2 3 4 5  Quataert 2005, 91쪽.
94. ↑  Quataert 2005, 91–92쪽.
95. ↑  Tarling 1992, 149쪽.
96. ↑  Almon, J. (1772). 《A Collection of All the Treaties of Peace, Alliance, and Commerce, Between Great-Britain and Other Powers: From the Revolution in 1688, to the Present Time. Volume I: 1688–1727》. 40–45쪽. 2022년 3월 15일에 확인함.
97. ↑  (독일어) Johannes Kunisch, Staatsverfassung und Mächtepolitik – Zur Genese von Staatenkonflikten im Zeitalter des Absolutismus (Berlin 1979), p. 16.
98. 1 2  (독일어) Johannes Kunisch, La guerre – c'est moi! – Zum Problem der Staatenkonflikte im Zeitalter des Absolutismus, in: ders.: Fürst, Gesellschaft, Krieg – Studien zur bellizistischen Disposition des absoluten Fürstenstaates (Cologne/Weimar/Vienna 1992), pp. 21–27.
99. ↑  (독일어) Heinz Duchhardt, Krieg und Frieden im Zeitalter Ludwigs XIV. (Düsseldorf 1987), p. 20.
100. ↑  Wilhelm Kohl. Die Bistümer der Kirchenprovinz Köln. Das Bistum Münster 7,1: Die Diözese. Berlin, 1999. Germania Sacra, New Series, Vol. 37,1; ISBN 978-3-11-016470-1 ( - 구글 도서), pp. 170–184.
101. 1 2  Moore 2000, 66–67쪽.
102. ↑  (독일어) Gerhard Papke, Von der Miliz zum Stehenden Heer – Wehrwesen im Absolutismus, in: Militärgeschichtliches Forschungsamt (publisher) Deutsche Militärgeschichte 1648–1939, Vol. 1 (Munich 1983), p. 186f.
103. ↑  (독일어) Heinz Duchhardt, Krieg und Frieden im Zeitalter Ludwigs XIV. (Düsseldorf 1987), p. 17.
104. ↑  Duindam, Jeroen (2021). 《Gender, succession and dynastic rule, History and Anthropology》. 《History and Anthropology》 32. 161쪽. doi:10.1080/02757206.2021.1905238. hdl:1887/3210341. S2CID 236897930.
105. ↑  AGEod (2018년 1월 25일). “Wars of Succession on Steam”. 《Steam》. Slitherine Ltd. 2019년 12월 13일에 확인함.
106. ↑  Marshall Honorof (2021년 4월 10일). “Age of Empires IV promises eight "semi-symmetrical" civilizations”. 《Tom's Guide》. 2022년 4월 15일에 확인함.
107. ↑  Tyler, J. E. A. (2022). 《The Complete Tolkien Companion. Third Edition》. Pan Macmillan. 45, 48–49, 57–59쪽. ISBN 9781035008582. 2022년 8월 20일에 확인함.
108. ↑  “One Victor, One King [퀘스트]”. 《elderscrollsonline.info》. 2021년 9월 22일에 확인함.

### 참고 자료
- Alef, Gustave (1956). 《A history of the Muscovite civil war: the reign of Vasili II (1425–1462)》 (PhD). 2023년 2월 5일에 확인함.
- Baker, Chris; Phongpaichit, Pasuk (2017). 《A History of Ayutthaya》. Cambridge: Cambridge University Press. 158쪽. ISBN 9781107190764. 2022년 3월 8일에 확인함.
- Baocheng, Zie (2013). 《A Brief History of the Official System in China》. Beijing: Paths International Ltd. 232쪽. ISBN 9781844641536. 2022년 3월 9일에 확인함.
- Black, Antony (2011). 《History of Islamic Political Thought. Second Edition》. Edinburgh: Edinburgh University Press. 15–17, 330–331쪽. ISBN 9780748688784. 2022년 3월 8일에 확인함.
- Braumoeller, Bear F. (2019). 《Only the Dead: The Persistence of War in the Modern Age》. Oxford: Oxford University Press. 288쪽. ISBN 9780190849542.
- Coquery-Vidrovitch, Catherine (1988). 《Africa: Endurance and Change South of the Sahara》. 번역 David Maisel. Berkeley, California: University of California Press. 403쪽. ISBN 9780520078819. 2022년 8월 6일에 확인함.
- de Crespigny, Rafe (2007). 《A Biographical Dictionary of Later Han to the Three Kingdoms (23–220 AD)》 (영어) 1판. Leiden: Koninklijke Brill. 1306쪽. doi:10.1163/ej.9789004156050.i-1311. ISBN 978-90-474-1184-0. LCCN 2006051682. OCLC 238234833.
- 〈(각 항목)〉. 《엔카르타 Encyclopedie Winkler Prins》 (네덜란드어). Microsoft Corporation/Het Spectrum. 1993–2002.
- Fage, J. D.; Oliver, Roland (1975a). 《The Cambridge History of Africa: Volume 4. From c. 1600 to c. 1790》. Cambridge: Cambridge University Press. 752쪽. ISBN 9780521204132. 2021년 5월 2일에 확인함.
- Fage, J. D.; Flint, John Edgar; Oliver, Roland (1975b). 《The Cambridge History of Africa: Volume 5. From c. 1790 to c. 1870》. Cambridge: Cambridge University Press. ISBN 9780521207010. 2021년 5월 2일에 확인함.
- Faruqui, Munis Daniyal (2002). “Princes and power in the Mughal Empire, 1569–1657”. 《ProQuest Dissertations Publishing》. Duke University. 2022년 4월 12일에 확인함.
- Faruqui, Munis D. (2012). 《The Princes of the Mughal Empire, 1504–1719》. Cambridge: Cambridge University Press. 181–234쪽. ISBN 9781139536752. 2022년 4월 13일에 확인함. doi:10.1017/CBO9781139135474.009
- Flint, Lawrence S. (2005). 《Historical constructions of postcolonial citizenship and subjectivity: the case of the Lozi peoples of southern central Africa》 (PDF). Birmingham: University of Birmingham. 311쪽. 2022년 7월 23일에 확인함.
- Gillespie, Alexander (2013). 《The Causes of War. Volume 1: 3000 BCE to 1000 CE》. Oxford: Bloomsbury Publishing. ISBN 9781782252085. 2017년 1월 4일에 확인함.
- Hanne, Eric J. (2007). 《Putting the Caliph in His Place: Power, Authority, and the Late Abbasid Caliphate》. Madison: Fairleigh Dickinson Univ Press. 58–65쪽. ISBN 9780838641132. 2022년 3월 8일에 확인함.
- Hansen, Valerie (2000). 《The Open Empire: A History of China to 1600》. New York & London: W.W. Norton & Company. ISBN 978-0-393-97374-7. OCLC 42022300.
- Higham, Charles (2004). 《Encyclopedia of Ancient Asian Civilizations》. Infobase. 412쪽.
- Holsti, Kalevi (1991). 《Peace and War: Armed Conflicts and International Order, 1648–1989》. Cambridge: Cambridge University Press. 379쪽. ISBN 9780521399296.
- Jaques, Tony (2007). 《Dictionary of Battles and Sieges: F-O》. Santa Barbara: Greenwood Publishing Group. ISBN 9780313335389. 2016년 12월 18일에 확인함.
- Kohn, George Childs (2013). 《Dictionary of Wars. Revised Edition》. Londen/New York: Routledge. ISBN 9781135954949.
- Kokkonen, Andrej; Sundell, Anders (May 2014). 《Delivering Stability—Primogeniture and Autocratic Survival in European Monarchies 1000–1800》. 《American Political Science Review》 108 (American Political Science Association). 438–453쪽. doi:10.1017/S000305541400015X. hdl:2077/38982. S2CID 53132563. 2022년 4월 9일에 확인함.
- Kokkonen, Andrej; Sundell, Anders (September 2017). 《The King is Dead: Political Succession and War in Europe, 1000–1799》 (PDF). 《Qog Working Paper Series》 (Gothenburg: 예테보리 대학교). 51쪽. ISSN 1653-8919. 2022년 3월 20일에 확인함.
  - (Appendix) Kokkonen, Andrej; Sundell, Anders (September 2017). 《Online supplementary appendix for "The King is Dead: Political Succession and War in Europe, 1000–1799"》 (PDF). Gothenburg: University of Gothenburg. 40쪽. 2022년 3월 22일에 확인함.
- Kurrild-Klitgaard, Peter (2000). 《The constitutional economics of autocratic succession》. 《Public Choice》 103. 63–84쪽. doi:10.1023/A:1005078532251. ISSN 0048-5829.
- Kurrild-Klitgaard, Peter (2004). 〈Autocratic Succession〉. 《The Encyclopedia of Public Choice》. Boston, MA: Springer US. 358–362쪽. doi:10.1007/978-0-306-47828-4_39. ISBN 978-0-306-47828-4.
- Lange, D. (1984). 《Africa from the Twelfth to the Sixteenth Century》. Berkeley, California: UNESCO. 263쪽. ISBN 9789231017100. 2021년 5월 2일에 확인함.
- Loewe, Michael (1986). 〈The Former Han Dynasty〉.   Twitchett, Denis Crispin; Fairbank, John K.; Loewe, Michael. 《The Cambridge History of China: Volume I: the Ch'in and Han Empires, 221 B.C. – A.D. 220》. Cambridge: Cambridge University Press. 103–222쪽. ISBN 978-0-521-24327-8. OCLC 213515825.
- Luard, Evan (1992). 〈Succession〉. 《The Balance of Power》. London: Palgrave Macmillan. 149–150쪽. doi:10.1007/978-1-349-21929-2. ISBN 978-1-349-21929-2. 2022년 3월 10일에 확인함.
- Marozzi, Justin (2015). 《Baghdad: City of Peace, City of Blood--A History in Thirteen Centuries》 (영국 영어) 1판. Boston, MA: Da Capo Press. 458쪽. ISBN 978-0-306-82398-5. LCCN 2014949549. OCLC 884814405.
- Martin, Janet (1995). 《Medieval Russia, 980–1584》. Cambridge: Cambridge University Press. 450쪽. ISBN 9780521368322. 2022년 8월 22일에 확인함.
- Mikaberidze, Alexander, 편집. (2011). 《Conflict and Conquest in the Islamic World: A Historical Encyclopedia, Volume 1》. Santa Barbara: ABC-CLIO. ISBN 9781598843361. 2016년 12월 16일에 확인함.
- Moore, Robert I. (2000). 〈Sex and the Social Order〉. 《The First European Revolution: 970–1215》. Oxford: Wiley-Blackwell. 65–111쪽. ISBN 9780631222774. 2022년 4월 8일에 확인함.
- Nolan, Cathal J. (2006). 《The Age of Wars of Religion, 1000–1650: An Encyclopedia of Global Warfare and Civilization, Volume 2》. London: Greenwood Publishing Group. 1076쪽. ISBN 978-0313337345.
- Nolan, Cathal J. (2008). 《Wars of the Age of Louis XIV, 1650–1715: An Encyclopedia of Global Warfare and Civilization: An Encyclopedia of Global Warfare and Civilization》. London: Greenwood Press. 214쪽. ISBN 9780313359200. 2022년 4월 8일에 확인함.
- Oliver, Roland (1977). 《The Cambridge History of Africa: Volume 3. c. 1050 – c. 1600》. Cambridge: Cambridge University Press. 803쪽. ISBN 9780521209816. 2021년 4월 30일에 확인함.
- Ooi, Keat Gin (2004). 《Southeast Asia: A Historical Encyclopedia, from Angkor Wat to East Timor》. ABC-CLIO. 1791쪽. ISBN 9781576077702. 2022년 2월 16일에 확인함.
- Otunnu, Ogenga (2016). 《Crisis of Legitimacy and Political Violence in Uganda, 1890 to 1979》. Cham, Switzerland: Springer. 369쪽. ISBN 9783319331560. 2022년 7월 22일에 확인함.
- Quataert, Donald (2005). 《The Ottoman Empire, 1700–1922》 2판. Cambridge University Press. ISBN 9780521839105. OCLC 59280221. 2022년 12월 4일에 확인함.
- Reuter, Timothy (1995). 《The New Cambridge Medieval History: Volume 3, c.900–c.1024》. Cambridge: Cambridge University Press. 891쪽. ISBN 9780521364478. 2022년 8월 25일에 확인함.
- Sandberg, Brian (2016). 《War and Conflict in the Early Modern World: 1500–1700》. Cambridge: Polity Press. 284쪽. ISBN 9781509503025. 2022년 4월 7일에 확인함.
- Schulz, Matthias (2015), 《La Société des Nations et la résolution pacifique des différends : règles, normes et pratiques》 [국제연맹과 분쟁의 평화적 해결: 규칙, 규범 및 관행] (프랑스어), OCLC 995615589
- Tarling, Nicholas (1992). 《The Cambridge History of Southeast Asia: From early times to c. 1800》. Cambridge: Cambridge University Press. 706쪽. ISBN 9780521355056. 2022년 3월 8일에 확인함.
- Torday, Laszlo (1997). 《Mounted archers : the beginning of Central Asian history》. Edinburgh: Durham Academic Press. ISBN 978-1-900838-03-0. OCLC 36909506.